# Sigrid (cantante)
Sigrid Solbakk Raabe (Ålesund, 5 de septiembre de 1996), conocida profesionalmente como Sigrid, es una cantante y compositora noruega. En 2017, logró el éxito internacional con el sencillo "Don't Kill My Vibe".

## Primeros años
Sigrid Solbakk Raabe nació el 5 de septiembre de 1996 en Ålesund de padre Håkon Raabe y madre Anette Sølberg Solbakk. Tiene un hermano mayor, Tellef (también músico) y una hermana mayor, Johanne. Durante su infancia, se inspiró en Adele, Joni Mitchell y Neil Young; pero en su juventud planeó convertirse en maestra o abogada, pensando que una carrera en música sería demasiado incierta. Cuando tenía 17 años, Johanne y ella comenzaron una banda llamada Sala Says Mhyp, en memoria de su difunto gato, Sala.

## Carrera

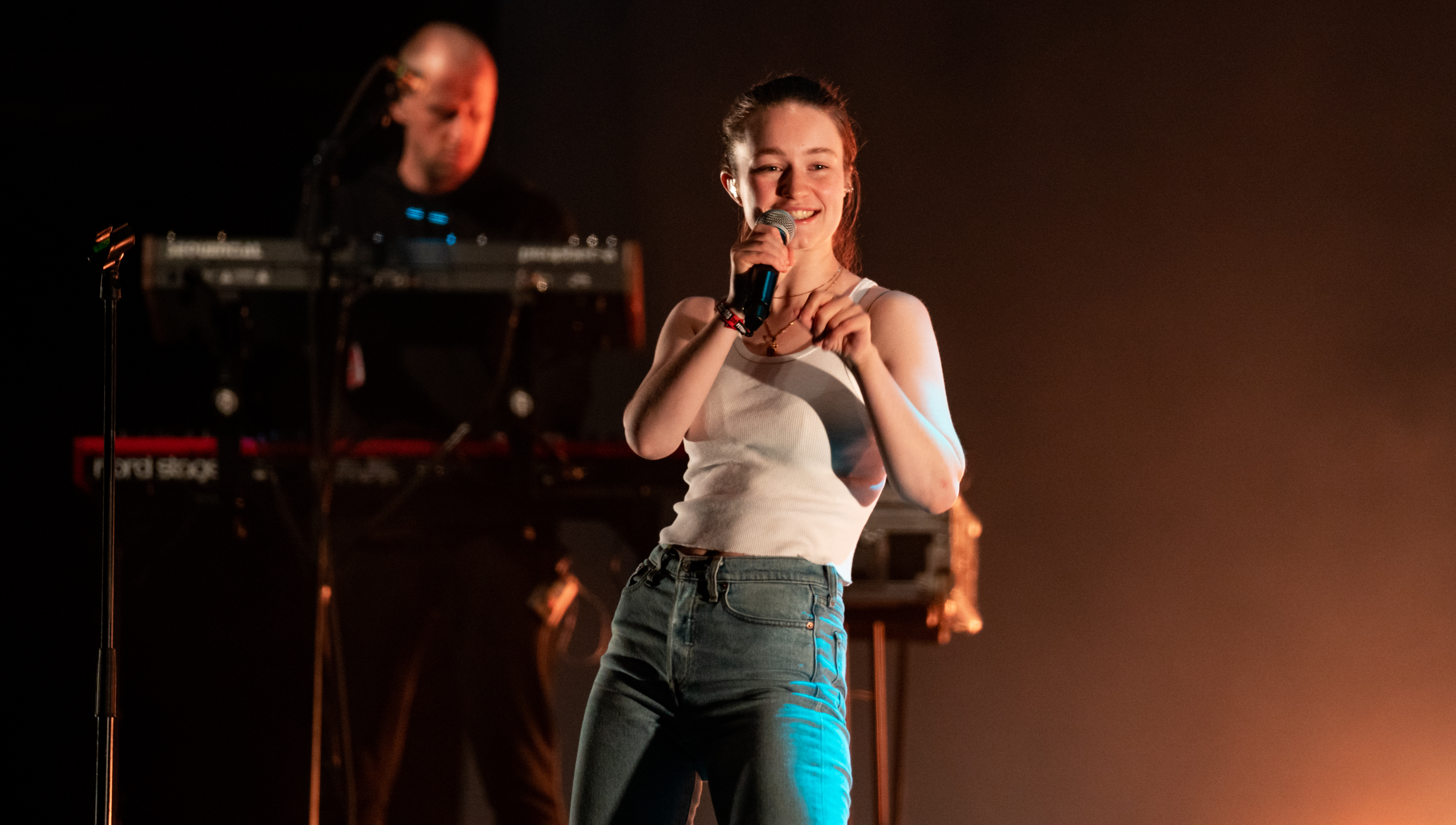
Sigrid en Primavera Sound 2019

Sigrid comenzó su carrera en 2013 lanzando su primer sencillo, "Sun". La canción fue su primer éxito en Noruega. Firmó con Petroleum Records el año siguiente y actuó en festivales como Øyafestivalen.

### Don't Kill My Vibe: 2017
En 2016, Sigrid firmó con Island Recordsy lanzó su primer single, "Don't Kill My Vibe" en 2017. El 5 de mayo de 2017, Sigrid lanzó su EP debut "Don't Kill My Vibe ", llamado así por su canción principal.El EP alcanzó un éxito internacional cuando llegó a los rankings en Noruega, Australia y el Reino Unido.
Sigrid también actuó en el Park Stage del Festival de Glastonbury.  También formó parte de la banda sonora de Los Sims 4: Parenthood con la versión Simlish de su canción, "Don't Kill My Vibe".Sigrid actuó en el Reading Festival en agosto de 2017. También aparece en la banda sonora de la película de 2017 la Liga de la Justícia, interpretando una versión del clásico de Leonard Cohen "Everybody Knows".

### Raw: 2018
En 2018, Sigrid fue anunciada como la ganadora del BBC Music Sound of 2018.El 10 de febrero de 2018, fue la presentadora en un episodio del programa The Playlist para CBBC.El mismo mes, Sigrid ganó el Newcomer of the Year award en Spellemannprisen. Sigrid anunció en Twitter que lanzaría una canción llamada "Schedules" el 11 de julio de 2018. El sencillo fue parte de su segundo EP, titulado Raw.

### Sucker Punch: 2019
En diciembre de 2018, Sigrid anunció que su álbum debut Sucker Punch se lanzaría el 8 de marzo de 2019. El álbum consta de 12 pistas, incluidas cinco canciones lanzadas antes del álbum.
En 2019, Sigrid comenzó a viajar con la banda estadounidense Maroon 5 para su Red Pill Blues Tour en Europa.También hizo de telonera en la gira de George Ezra por el Reino Unido.A finales de 2019, Sigrid se embarcó en una gira por Europa y América del Norte para promover el lanzamiento de Sucker Punch .Sigrid ha contribuido a la banda sonora de The Aeronauts con una canción titulada "Home to You".

### How To Let Go: 2021-2022
El 26 de mayo de 2021 lanzó "Mirror" como el primer sencillo de su segundo álbum de estudio How To Let Go, que sería lanzando el 6 de mayo de 2022. Previo a esto, en agosto de 2021 publicó "Burning Bridges" y en marzo de 2022 "It Gets Dark", ambos como sencillos promocionales del álbum. El día que se estrenaba el video musical de "It Gets Dark", el 11 de marzo de 2022, la artista reveló la fecha, la portada y el nombre de las canciones del álbum.

## Vida personal
Sigrid vive en Bergen.

## Discografía

### Álbumes de estudio
| Título             | Detalles                                                                                            |
| ------------------ | --------------------------------------------------------------------------------------------------- |
| How To Let Go      | - Lanzamiento: 6 de mayo de 2022 - Sello: Island Records - Formato: Descarga digital (música)       |
| Sucker Punch       | - Lanzamiento: 8 de marzo de 2019 - Sello: Island Records - Formato: CD y Descarga digital (música) |
| Raw                | - Lanzamiento: 11 de julio de 2018 - Sello: Island Records - Formato: Descarga digital (música)     |
| Don´t kill my vibe | - Lanzamiento: 12 de mayo de 2017 - Sello: Island - Formato: Descarga digital                       |

### Sencillos

#### Como artista principal
| "Don't Kill My Vibe"                                                | 2017 | 28 | 80 | —  | 62 | - NOR: 2× Platino - BPI: Plata | Don't Kill My Vibe |
| "Plot Twist"                                                        | 2017 | —  | —  | —  | —  | - NOR: Oro                     | Don't Kill My Vibe |
| "Strangers"                                                         | 2017 | 6  | —  | 7  | 10 | - NOR: Platino - BPI: Platino  | Sucker Punch       |
| "Raw"                                                               | 2018 | —  | —  | —  | —  |                                | Raw                |
| "High Five"                                                         | 2018 | —  | —  | 61 | 59 | BPI: Silver                    | Raw                |
| "Schedules"                                                         | 2018 | —  | —  | —  | —  |                                | Raw                |
| "Don´t Feel Like Crying"                                            | 2019 | 22 | —  | 16 | 13 | BPI: Gold                      | Sucker Punch       |
| "—" indica que esa canción no llegó a los conteos o no fue lanzada. |      |    |    |    |    |                                |                    |

#### Sencillos promocionales
| Título              | Año  | Álbum                                      |
| ------------------- | ---- | ------------------------------------------ |
| "Sun"               | 2013 | Sencillos no pertenecientes a ningún álbum |
| "Two Fish"          | 2013 | Sencillos no pertenecientes a ningún álbum |
| "Known You Forever" | 2014 | Sencillos no pertenecientes a ningún álbum |
| "Jellyfish"         | 2025 |                                            |

### Otras apariciones
| Título            | Año  | Álbum          |
| ----------------- | ---- | -------------- |
| "Everybody Knows" | 2017 | Justice League |
| "Home to you"     | 2019 | The aeronauts  |

## Premios y nominaciones
| Año  | Organización            | Premio                                                                  | Obra                 | Resultado | Referencia |
| ---- | ----------------------- | ----------------------------------------------------------------------- | -------------------- | --------- | ---------- |
| 2017 | P3 Gull                 | Årets Nykommer (Artista revelación del año)                             | Sigrid               | Ganador   | [ 34 ]     |
| 2017 | P3 Gull                 | Årets Liveartist (Artista en vivo del año)                              | Sigrid               | Nominado  | [ 35 ]     |
| 2017 | P3 Gull                 | Årets Låt (Canción del año)                                             | "Don't Kill My Vibe" | Nominado  | [ 35 ]     |
| 2018 | EBBA '18                | Artista emergente (Noruega)                                             | Sigrid               | Ganador   | [ 36 ]     |
| 2018 | BBC Sound of...         | Sonido de 2018                                                          | Sigrid               | Ganador   |            |
| 2018 | MTV Brand New UK        | Brand New for 2018                                                      | Sigrid               | Nominado  | [ 37 ]     |
| 2018 | NME Awards 2018         | Mejor artista nuevo                                                     | Sigrid               | Nominado  | [ 38 ]     |
| 2018 | Spellemannprisen '17    | Årets Nykommer & Gramostipend (Artista revelación del año y Beca Gramo) | Sigrid               | Ganador   | [ 39 ]     |
| 2018 | Spellemannprisen '17    | Popsolist (Solista pop)                                                 | Sigrid               | Nominado  | [ 40 ]     |
| 2018 | Spellemannprisen '17    | Årets Låt (Canción del año)                                             | "Don't Kill My Vibe" | Nominado  | [ 41 ]     |
| 2019 | MTV Europe Music Awards | Best norwegian act                                                      | Sigrid               | Ganador   | [ 42 ]     |